# Ricky Burns
Ricky Burns (Coatbridge, 13 aprile 1983) è un pugile britannico.
Soprannominato "Rickster", è stato campione WBO dei pesi superpiuma dal 2010 al 2011 e dei leggeri dal 2012 al 2014.